# Курка чи яйце?
Курка чи яйце? — причинно-наслідкова дилема, відома у вигляді питання: «Що було перше, яйце чи курка?». Дилема є проблемою циклічної причинності або циклічних посилань.
Розуміючи питання дослівно, можна легко на нього відповісти, зважаючи на те, що яйцекладні тварини з'явилися раніше ніж домашня курка. Частіше однак питання має метафоричний зміст, або ж відносить до метафізичного питання причинності, яке в загальному випадку звучить так: «Що було першим, X, яке не могло з'явитись без Y, чи Y, яке не могло з'явитись без X?». Стародавніх філософів питання первісності яйця чи курки привело до питання про походження життя і світу.

## Філософські погляди

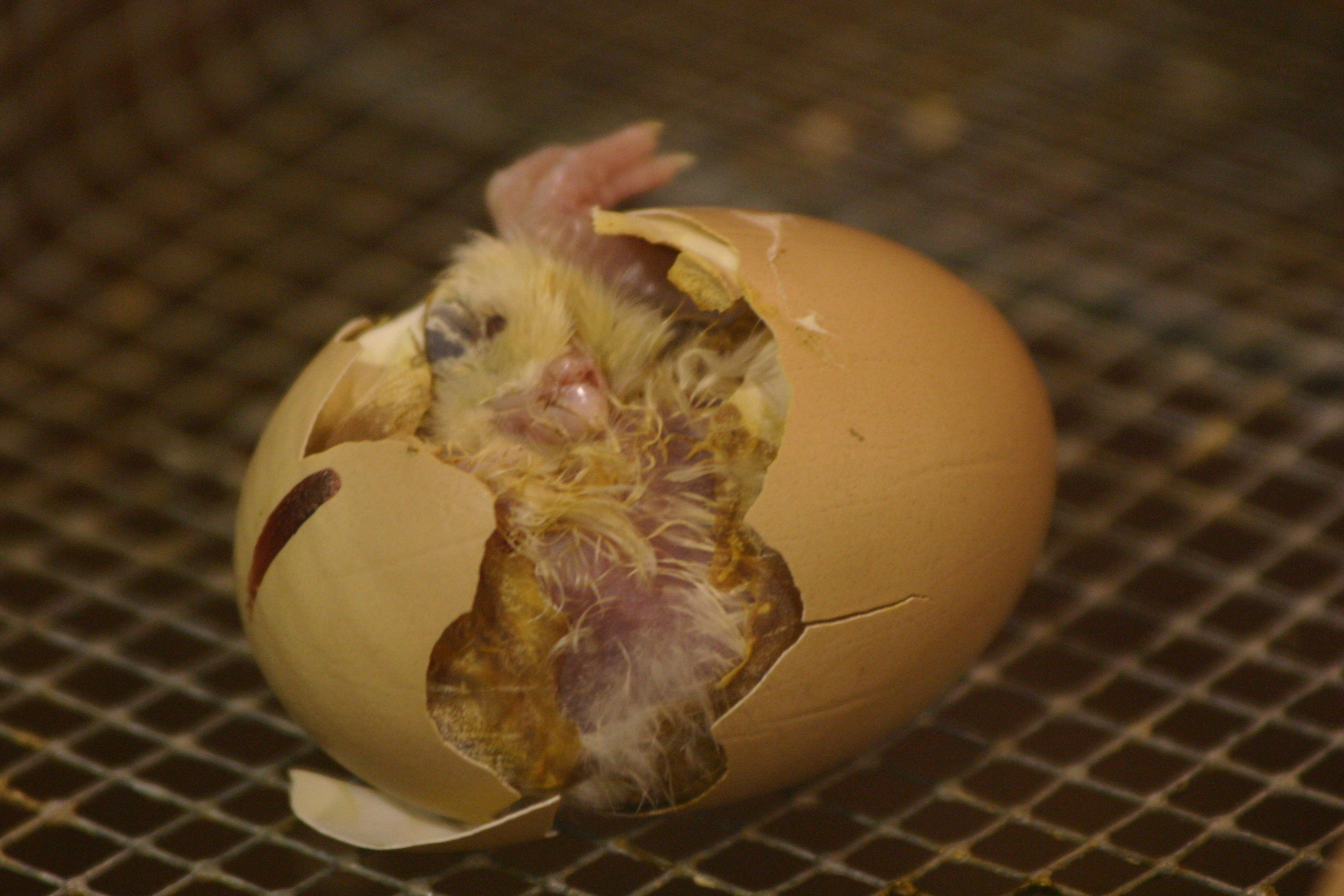
Курча вилуплюється з яйця

Звернення до проблеми зустрічаються у трудах давніх філософів. Вони свідчать про те, що питання було актуальним і в давні часи.
Арістотель (384–322 до н. е.) переймаючись ідеєю первинності яйця чи птаха, дійшов думки, що і яйце і птах мали існувати завжди:

Якщо колись існувала перша людина, то вона мала з'явитися без батька і матері— що противно природі. Так само не могло існувати перше яйце, що поклало початок птахам, бо тоді мав би існувати перший птах, що поклав початок яйцям, що й сам мав би походити з яйця.

Подібні міркування філософ відносив і до інших істот, і вірив, разом з Платоном, що «все, що з'явилося на Землі спочатку з'явилося як дух.»
Плутарх (46-126) розглядав вже безпосередньо курку, а не птаха взагалі, і вказував на те, що проблема має глибше коріння:

…питання яйця і курки, що з них первинне, до якого ми звернулись, але є інша, набагато глибша проблема […] проблема походження світу…"

Питання спливає також в працях римського філософа Макробія
У XX столітті красиве вирішення питання запропонував Г. Спенсер — на його думку «Курка — це лише спосіб, яким одне яйце виробляє інше яйце». Курка таким чином усувається із питання.

## Біологія
З позиції теорії еволюції, біологічні види змінюються з часом внаслідок мутацій та відбору. Оскільки зміни можуть закріпитися в ДНК лише до народження, мутація повинна відбутися під час запліднення ооцитів або в яйці. Отже яйце, з якого вийшла перша курка, мала відкласти тварина, схожа на курку, але ще не курка. Але саме з цих яєць вийшли курчата, що дали початок новій популяції.
Видоутворення може відбуватися і шляхом схрещування видів. Зокрема, у випадку домашньої кури вважається, що її предком був банківський півень, але є дані і про гібридне походження від банківського півня і сірої курки. Але і в цьому випадку яйце є першим за курку.
Таким чином яйце існувало до курки, але початок його існування стався лише в той момент, коли межа між сучасним біологічним видом курки і її видовим попередником була подолана. Навіть якщо таку межу можна чітко визначити, спостерігач не зможе цього помітити, аж допоки з яйця не вилупиться курчатко. Отже перше яйце не може бути ідентифікованим. Відтак рішення питання залежить від того, чи йдеться про яйце з якого вилупиться курка, чи про яйце, знесене куркою. В другому випадку первинною буде вже курка.
Базуючись на факті появи курки із яйця, до первинності яйця схиляється, зокрема, британський генетик Джон Брукфілд.
Питання первинності яйця і курки торкалися професор Марк Роже і д-р Девід Куіглі з університету Воріка, які разом з колегами з Університету Шеффілда досліджували білок і показали, що курячий білок OC-17, що бере участь у формуванні шкаралупи, з'являється як до, так і після формування цієї шкаралупи. На їх думку цей факт позбавляє питання про первинність яйця і курки змісту". Але цей висновок піддав критиці біолог Пол Захарі Маєрс. Він показав, що інші птахи використовують для шкаралупи інші види білків, не тільки OC-17, а еволюція білка OC-17 не йшла поруч з еволюцією яєць — цей білок розвинувся з інших білків раніше, ніж птахи розвинулися з рептилій.

## Релігії
Юдейські та християнські писання вказують на створення птахів Богом разом з рештою всесвіту — Бог створює птахів і наказує їм розмножуватись, при цьому згадки про яйця не міститься:
|  | 19 І був вечір, і був ранок, день четвертий. 20 І сказав Бог: Нехай вода вироїть дрібні істоти, душу живу, і птаство, що літає над землею під небесною твердю. 21 І створив Бог риби великі, і всяку душу живу плазуючу, що її вода вироїла за їх родом, і всяку пташину крилату за родом її. І Бог побачив, що добре воно. 22 І поблагословив їх Бог, кажучи: Плодіться й розмножуйтеся, і наповнюйте воду в морях, а птаство нехай розмножується на землі! |

Таким чином, якщо інтерпретувати Біблію буквально, курка виникла раніше за яйце.
В писаннях індуїзму, створення птахів (як і інших форм життя) Богом описано в Пуранах i Дхамасатрах. Згідно з індуїстською міфологією, увесь всесвіт походить з космічного яйця, це космічне всеохопне яйце передує усім формам життя, отже в індуїстському міфології яйце є первинним, а курка — вторинною. Яйце відомо також під назвою Брахманда, де «Брахма» означає творця, а «анда» — яйце.
В буддизмі існує віра в коло часу, час розглядається як циклічний, і певні епохи повторюються. Подібна концепція часу властива також деяким племенам цивілізаціям американського континенту, наприклад Ацтекам та Майя, деяким Індіанським племенам, а в західній філософії — у творчості Ніцше. Ця концепція дає відмінну відповідь на питання первинності — час не має свого початку, він є одвічним, а відтак і відсутній сам момент творіння, отже не могло бути ані першого яйця, ані першої курки.

## Подібні парадокси
Подібний парадокс може випливати і при вивченні походження людини від мавпи. Якщо вважати, що людина походить від мавпи, то може здатися, що у першої людини батьки повинні бути мавпами. Однак у мавп може народитися лише мавпа, але не людина. Парадокс розв'язується так само, як і проблема курки та яйця. Між людиною та мавпою була величезна кількість поколінь перехідних форм, про які не можна сказати, «мавпа це або людина» (наприклад, австралопітек). Лише починаючи з певної міри подібності, істоту в ході її еволюції починають називати homo sapiens (людина розумна).